# Автошлях Т 0218
Автошля́х Т 0218 — автомобільний шлях територіального значення у Вінницькій та Чернівецькій областях. Пролягає територією Жмеринського, Чернівецького та Могилів-Подільського районів через Луку-Барську — Жмеринку — Шаргород — Чернівці — Ямпіль. Загальна довжина — 127 км.

## Маршрут
Автошлях проходить через такі населені пункти:
| Автошлях Т 0218           |              |
| Вінницька область         |              |
| Жмеринський район         |              |
| Лука-Барська              | Т 0610Т 2310 |
| Рожепи                    |              |
| Біликівці                 | Т 0214       |
| Рів                       | E583М21      |
| Жмеринка                  | Т 0241       |
| Станіславчик              |              |
| Травневе                  |              |
| Кам'яногірка              |              |
| Копистирин                |              |
| Шаргород                  | Т 0229Т 0230 |
| Теклівка                  |              |
| Чернівецький район        |              |
| Березівка                 | Р36          |
| Чернівці                  | Т 0220       |
| Мазурівка                 |              |
| Грабовець                 |              |
| Моївка                    |              |
| Бабчинці                  |              |
| Могилів-Подільський район |              |
| Тростянець                |              |
| Гальжбіївка               |              |
| Ямпіль                    | Р08Т 0202    |